# 芒努斯·瓦森
芒努斯·瓦森（瑞典語：Magnus Wassén，1920年9月1日—2014年6月23日），瑞典前男子帆船运动员。他曾代表瑞典参加1952年夏季奥林匹克运动会帆船比赛，获得5.5米级铜牌。